# ベニバナトチノキ
ベニバナトチノキ（紅花栃の木、学名: Aesculus × carnea）は北米南部原産のアカバナトチノキとヨーロッパ原産のセイヨウトチノキ（マロニエ）の交雑種である。ムクロジ科トチノキ属の落葉高木。日本では街路樹などで見られる。
樹皮は灰褐色でほぼ平滑で、縦に筋が入る。一年枝は太く、淡灰褐色で無毛である。花期は5 - 6月。枝先に長さ15 - 25センチメートル (cm) の大きな円錐花序を直立し、雄花と両性花を付ける。花色は淡紅色。果実は短いトゲがある。トチノキ属の染色体は概ね2n=40であるが、本種は2n=80であり4倍体となっている。
冬芽は褐色で、多数の芽鱗に包まれている。枝先につく頂芽は花芽で側芽よりも大きく、広楕円形で暗褐色をしている。側芽は枝に対生する。葉痕は三日月形や心形で、維管束痕が3 - 7個つく。

## 品種
- 'Briotii' 最も一般的な品種。花序は約25cmで濃いピンクの花を持ち、あまり大きくならない。1858年、トリアノンの植木屋Pierre Louis Briotに因んで命名された。
- 'O'Neil' 花序は30cmに達し、明るい赤色の花を持つ。
- 'Fort McNair' 濃いピンクの花、黄色の花喉を持ち、葉焼け・葉斑に耐性がある。名は作出された地名に由来する。
- 'Pendula' アーチ状の枝を持つ[4]。
- 'Plantierensis' ローズピンクの花、黄色の花喉を持ち果実をつけない[5]。